# 吴爱群
吴爱群（—2025年1月23日），黑龙江呼兰人，中国人民解放军正军职离休干部、原湖南省军区政治委员。

## 生平
吴爱群1947年5月入伍，1949年2月加入中国共产党。历任文工队队员、弦乐组长、分队长，干事，军区政治部组织处助理员，军区政治部干部部助理员、副科长、科长、副部长、部长，省军区副政委等职。
2025年1月23日，吴爱群因病于广州逝世，享年92岁。讣告刊登在2025年2月19日的《解放军报》。